# Mèo đầu phẳng
Mèo đầu phẳng (danh pháp hai phần: Prionailurus planiceps) là một loài mèo thuộc chi Prionailurus trong họ Mèo. Loài này phân bố ở bán đảo Mã Lai, Borneo và Sumatra. Loài này được mô tả bởi Vigors & Horsfield vào năm 1827. Từ năm 2008, nó được IUCN xếp vào nhóm loài có nguy cơ do việc tàn phá các vùng đất ướt ở nơi sinh sống của chúng. Người ta nghi ngờ rằng kích cỡ quần thể trên thực tế ít hơn 2500 cá thể, không có phân nhóm nào có hơn 250 con trưởng thành. Giống như nhiều loài mèo nhỏ khác, ban đầu nó được xếp vào chi Felis, nhưng nay được xem là một trong 5 loài trong chi Prionailurus.